# Clássico da Saudade
Clássico da Saudade  é, no futebol paulista, o confronto entre Palmeiras e Santos. Este nome refere-se ao fato de reunir os dois maiores times do futebol paulista durante o auge do futebol-arte brasileiro, na década de 1960, quando o Palmeiras tinha Ademir da Guia como principal craque, e o Santos, Pelé, considerado o maior jogador de futebol e o maior atleta de todos os tempos.
Ao longo de mais de 100 anos de clássicos disputados, além de jogos que entraram para a história do futebol brasileiro, as equipes decidiram títulos importantes nas esferas estadual, nacional e continental, como o Campeonato Paulista, a Copa do Brasil, o Campeonato Brasileiro na era dos pontos corridos e a Copa Libertadores da América.

## Maiores clássicos
Jogos de 1915 a 1950

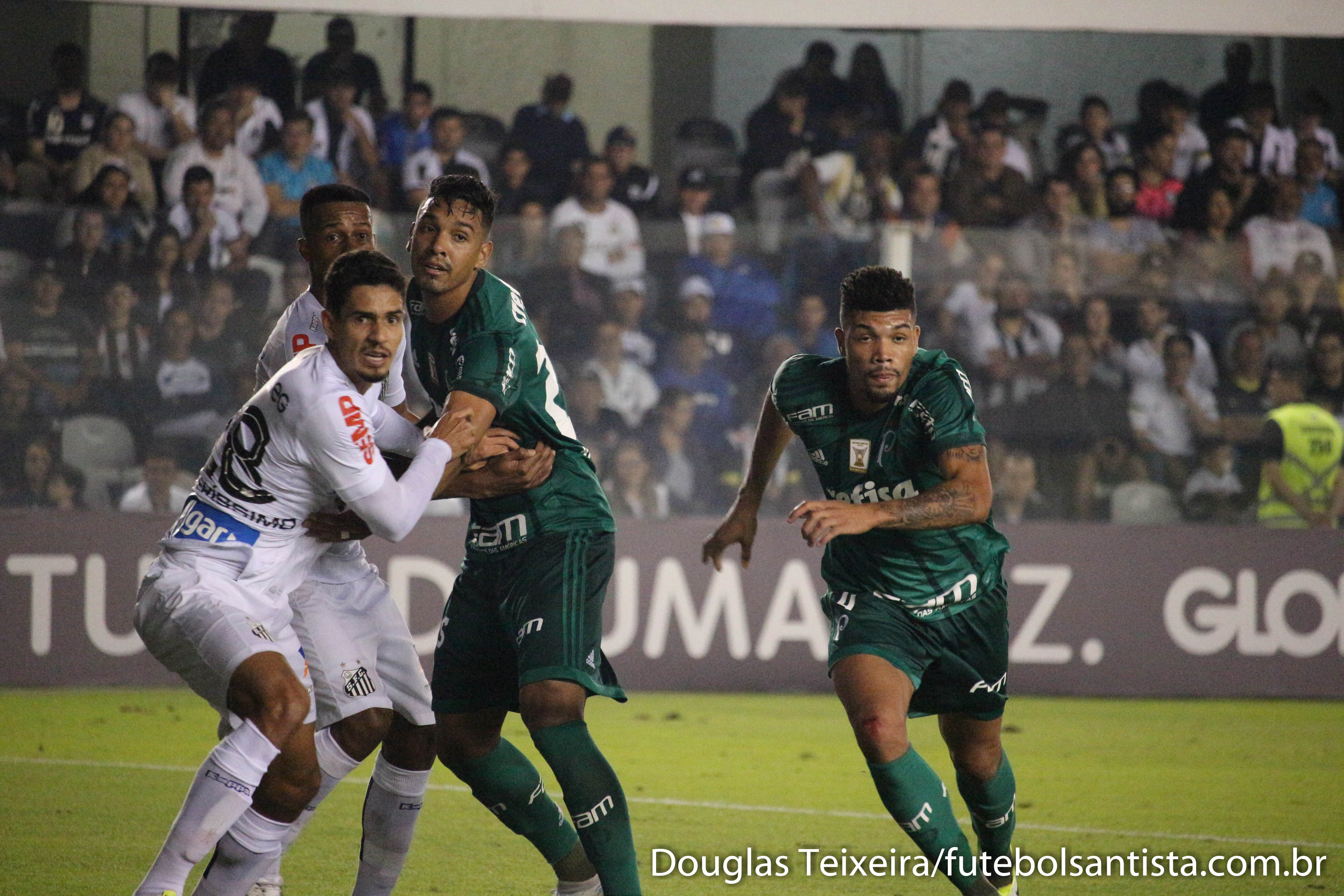
Jogadores de Santos e Palmeiras em partida disputada na Vila Belmiro pelo Campeonato Brasileiro de 2017

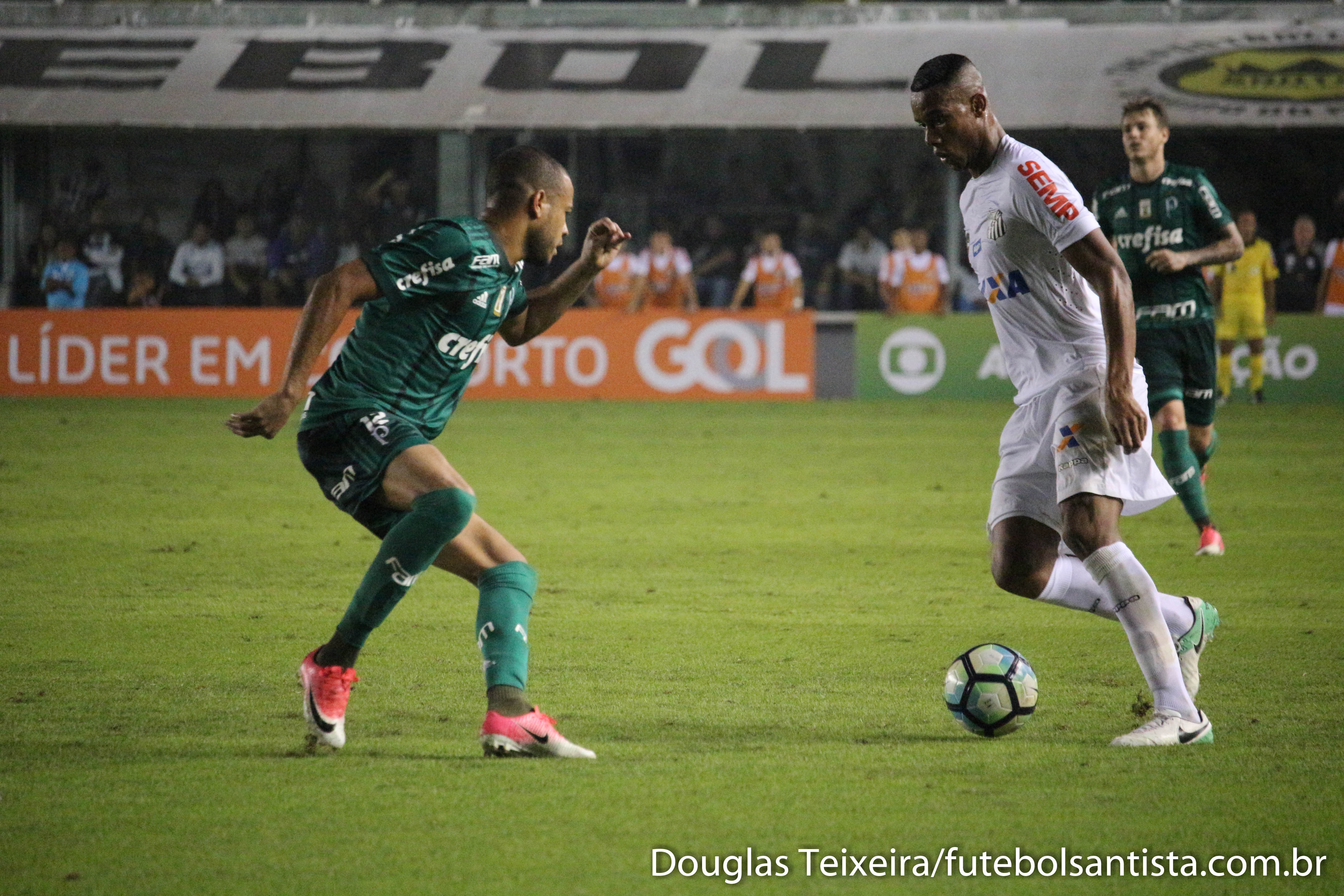
Disputa entre jogadores de Santos e Palmeiras em partida disputada na Vila Belmiro pelo Brasileirão de 2017

- O primeiro Clássico da Saudade da história ocorreu em 3 de outubro de 1915 no Velódromo de São Paulo. O Palestra Itália, que tinha apenas 1 ano de vida, queria disputar o Campeonato Paulista de Futebol de 1916, mas a Associação Paulista de Esportes Atléticos, impôs uma condição: que vencesse um time de ponta de sua escolha. E o escolhido foi o Santos, que apesar de não disputar o Paulistão, era conhecido e respeitado pelo seu grande futebol. O amistoso ainda serviu para arrecadar ajuda para as vítimas da Grande Seca do Nordeste de 1915. O Santos goleou o Palestra Itália por 7 a 0, acabando com as pretensões alviverdes de disputar o Paulistão do próximo ano. O Palestra quase fechou as portas depois disso, mas resistiu graças à expulsão do Scottish Wanderers, clube que foi punido por pagar jogadores num campeonato amador. Assim o palmeiras conseguiu uma vaga para disputar o Paulistão, e ambos (Santos e Palestra) disputaram o Paulistão de 1916.
- No Paulistão de 1927, o grande ataque santista formado por Osmar, Camarão, Siriri, Feitiço, Araken Patusca e Evangelista, o primeiro a chegar à marca dos 100 gols marcados na história do campeonato, parou diante do Palestra de Bianco Spartaco Gambini e Heitor Marcelino Domingues, que venceu por 3 a 2 em plena Vila Belmiro. O Palestra sagrou-se bicampeão paulista.
- Em 11 de dezembro de 1932, jogando no Estádio da Ponte Grande, em São Paulo, o Palestra Itália aplicou a maior goleada da história do Clássico da Saudade: um 8 a 0 humilhante sobre o Santos, se vingando do 7 a 0 de 1915.
- O Alviverde do Parque Antarctica conquistou o Campeonato Paulista de 1947 com uma vitória, na penúltima rodada, diante do Alvinegro da Vila Belmiro, por 2 a 1, fazendo a festa em plena Vila Belmiro. Nesse clássico de 28 de dezembro de 1947, o Peixe já não lutava pela taça.

Jogos de 1950 a 1970
- O maior espetáculo do futebol. Palmeiras e Santos se enfrentavam pelo Torneio Rio-São Paulo de 1958 naquela noite de 6 de março no Pacaembu. Era apenas mais um jogo do torneio, que não decidiria nada. Mas o que aconteceu naquela noite foi algo inacreditável. O Santos contava com Dalmo, Zito, Dorval, Jair da Rosa Pinto, Pagão, Pelé e Pepe. O Palmeiras tinha Valdemar Carabina, Waldemar Fiúme, Mazzola e Urias. Quem começou a festa foi o Palmeiras com um gol do ponta-esquerda Urias aos 18 minutos. Pelé empatou aos 21 e Pagão virou aos 25, com Nardo empatando 1 minuto depois. Em seguida, três golpes que pareciam mortais - como num deboche, Dorval aos 32, Pepe aos 38 e Pagão aos 46 minutos estabeleceram 5 a 2. Goleada! No intervalo, Oswaldo Brandão pediu vergonha aos palmeirenses, trocou o goleiro e colocou em campo o uruguaio Carballo. Com ele ao seu lado, Mazzola transformou-se no diabo loiro e o milagre aconteceu: Paulinho fez o terceiro tento palmeirense aos 16 do segundo tempo. Mazola fez outro aos 19 e empatou por 5 a 5 aos 27 do segundo tempo. Urias marcou aos 34 do segundo tempo. O Palmeiras virava para 6 a 5! "Milagre no Pacaembu!" gritava Édson Leite, testemunhando o que classificava de "o maior espetáculo que já vi no futebol". Só que com a máquina do Santos, o milagre duraria pouco. Aos 38 minutos, Pepe empatou e, logo depois, aos 41 minutos do segundo tempo, virou-o para Santos  7 a 6 no Palmeiras. Em um jogo de 13 gols, que para sempre deixaria saudade. Para o cineasta Aníbal Massaíni, "esta partida é tida como a mais emocionante da história. Faleceram cinco pessoas por causa dela, três com registro, uma dentro do Pacaembu" [12].
- No Paulistão de 1959, Peixe e Verdão terminaram o campeonato empatados em 63 pontos. O regulamento previa um supercampeonato disputado em melhor de 4 pontos. As duas primeiras finais tinham terminado empatadas, 1 a 1 e 2 a 2. Em campo, os elencos refletiam o equilíbrio do marcador: Dorval, Zito, Pagão, Pelé e Pepe contra Djalma Santos, Zequinha, Chinesinho e Julinho Botelho. Um festival de craques: 13 dos 22 jogadores em campo já haviam vestido a camisa da Seleção Brasileira. O estádio do Pacaembu, naquele dia, 10 de janeiro de 1960, inchou de tanta gente, e os santistas riram primeiro, quanto Jair da Rosa Pinto - que anos antes jogara no Palmeiras - lançou Pelé que abriu a contagem. Mas o Verdão não se intimidou e o empate veio logo depois, com Julinho. A bola, chutada por Romeiro, espirrou em Formiga e sobrou para o ponta. Julinho vinha sendo a melhor opção de ataque do time palmeirense, que dominava o meio-campo com Zequinha e Chinesinho. A partir daí, o jogo se tornou mais ofensivo. Aldemar marcava Pelé - um duelo que se tornaria famoso e tempos depois faria o Crioulo eleger aquele zagueiro leal seu melhor marcador. O tempo corria e a torcida alviverde, que há nove anos não festejava um título paulista, temia pelo pior: a vitória santista na prorrogação. E então aconteceu, perto do final. Chinesinho foi derrubado. Falta. Enquanto o goleiro Laércio orientava a barreira, Romeiro ajeitou a bola. Mãos na cintura, mediu a distância. Quase se podia ouvir sua respiração, no Pacaembu em silêncio, e soou forte o impacto violento de sua chuteira na bola, que subiu e desceu numa curva suficientemente ardilosa para tornar inútil o salto de Laércio. Quando a rede tremeu, tudo ficou verde. O invencível Santos não era mais invencível e o Palmeiras renasceu naquele dia. "Foi uma vitória da união", explicou o técnico Oswaldo Brandão, apontando para seus jogadores, seus heróis. Palmeiras Supercampeão paulista de 1959.
- "Estamos fadados a enfrentar esse time do Santos pelos próximos cinco anos". eis a frase do técnico Osvaldo Brandão após a conquista do Paulistão de 1959, pelo Palmeiras sobre o Santos. E no Paulistão seguinte, de 1960, seus temores se confirmariam: duas derrotas, uma por 3 a 1 em São Paulo. No returno, o Santos sagrou-se campeão paulista de 1960 com uma vitória por 2 a 1 sobre o Palmeiras, que já não lutava pela taça, em um jogo noturno na Vila. Pelé e Zito marcaram para o Peixão, e Chinesinho descontou para o Verdão.
- Verdão e Peixe fizeram a semifinal da Taça Brasil de 1964. Em 4 de novembro de 1964, no Pacaembu, o Santos venceu por 3 a 2. Em 10 de novembro, no jogo da volta no mesmo estádio, um massacre por 4 a 0 sobre a Academia garantiu o Alvinegro Praiano na final diante do Flamengo, contra quem se tornaria tetracampeão nacional.
- No ano seguinte, novamente pelas semifinais da Taça Brasil de 1965, novo Clássico da Saudade. Com jogos no Pacaembu, no primeiro prélio, uma exibição exuberante de Toninho Guerreiro, com 3 gols, garantiu o 4 a 2 para o Time da Baixada. Em 10 de novembro, com um empate em 1 a 1, o Santos eliminou pelo segundo ano seguido o Palmeiras, indo para a final contra o Vasco, quando sagrou-se pentacampeão nacional.
- Em 19 de maio de 1968 o Santos exorcizou um fantasma. Quase onipotente na Década de 1960, só não foi decacampeão por causa de um time: o Palmeiras. O Verdão, no Campeonato Paulista de Futebol de 1968 era o único time que poderia roubar o título do Santos, pois apesar de ter muitos jogos e pontos a menos, matematicamente poderia alcançá-lo, desde que vencesse ao confronto direto e todos seus jogos seguintes atrasados… E a grande ameaça daquele time era Ademir da Guia, o maestro da Academia. O primeiro tempo foi morno e terminou em 0 a 0. Na etapa final o Palmeiras saiu na frente com China. O Santos, experiente, não se abalou. Empatou a partida aos 9 minutos com Edu. E a certeza da vitória veio aos 14 com uma jogada genial de Pelé. Com 2 a 1 no placar o Santos estava bem mais seguro. Aos 21 minutos, saiu o terceiro gol com Toninho Guerreiro. Era o fim de um fantasma que atrapalhou uma hegemonia total do Santos na década de 60. Santos bicampeão paulista de 1968 e festejando em pleno Estádio Palestra Itália.
- Santos e Palmeiras se classificaram para o quadrangular final do Torneio Roberto Gomes Pedrosa de 1968, junto com Internacional e o Vasco. Em 8 de dezembro, ambos entraram no gramado do Morumbi, ambos com uma vitória na primeira rodada e indo decidir a taça. Mas o Peixe não deu chance, venceu por 3 a 0, e se isolou na liderança do quadrangular. Na rodada final, o Alvinegro venceu o Vasco e se sagrou campeão nacional, enquanto o Verdão terminava em 4º.
- Santos, Palmeiras, Corinthians e São Paulo fizeram um super quadrangular final no Campeonato Paulista de Futebol de 1969. Em 16 de junho, pela 2ª rodada, Palmeiras e Santos que haviam vencido na primeira rodada e lideravam, se encontrariam no Parque Antárctica. O Verdão havia vencido, durante os turnos, o Peixe por 3 a 2 no Morumbi e por 1 a 0 em plena Vila Belmiro. Mas, justo na decisão, levou 3 a 0 do Alvinegro da Baixada diante de sua própria torcida. Ao Santos, bastou empatar seu último clássico, contra o São Paulo, para sagrar-se tricampeão.
- Terminada a Copa do Mundo de 1970, os olhos dos torcedores se voltaram para o Campeonato Paulista. E nada melhor que recomeçar com um grande clássico. Palmeiras e Santos se enfrentaram num domingo, 5 de maio no Morumbi, tendo seus jogadores tricampeões de volta. E eles não decepcionaram, principalmente os do Santos. Um gol em cada tempo. Aos 39 minutos, Edu fingiu bater direto uma falta na meia direita, mas abriu para Carlos Alberto. Um centro da linha de fundo, Manuel Maria errou o chute, a bola bateu em Ademir da Guia e entrou. O outro gol, aos 27 minutos do segundo tempo. Lima rolou a bola para Edu, livre pela esquerda. Edu andou e chutou de curva. Leão pensou - como todo mundo - que a bola ia cruzar em frente ao gol e saiu para cortar. A bola fez uma curva, passou por trás de Leão e entrou quase no ângulo. Na saída, a Polícia fez um cordão de isolamento em volta do ônibus do Santos. Todos queriam ver de perto seus jogadores e abraçar Pelé.
- Em abril de 1974, Pelé estava à beira da aposentadoria no Santos. Enquanto fora das quatro linhas todos se preocupavam com "quando ele vai parar", dentro delas ia mostrando que um gênio não para. Apenas se afasta um pouco, enquanto nos pensamentos dos torcedores ele continuará criando coisas maravilhosas como as deste jogo. Ele, com um passe magistral, se encarregou de romper todo o sistema altamente retrancado armado por Osvaldo Brandão e aos poucos foi destruindo o frágil time do Palmeiras, impondo um Santos 4 a 0. Um time covarde, no qual o próprio Brandão não acreditava. É bom que se diga: Pelé teve a ajuda dos técnicos Pepe (que se despedia) e Tim (que assumia); de Nelsinho, um belíssimo jogador, e de outros. Depois disso, o homem que se "despedia" sentiu-se eufórico, riu muito nos vestiários, brincou com muita gente. Foi aclamado por uma massa incontrolável na saída do Pacaembu.
- Telê Santana fazia ressurgir, em 1979, o futebol arte no Palmeiras. E mais: fazia a torcida acreditar que os bons tempos da academia estavam de volta. Naquele clássico contra o Santos de 18 de novembro, o que se ouvia nas rampas do Morumbi ao final do jogo eram os gritos de "é campeão!". Era o reflexo do futebol empolgante alviverde. O Palmeiras fez cinco gols - e poderia ter chegado aos sete - assim como o Santos, não fosse a tarde de graça do goleiro Gilmar, também poderia ter feito uns três ou quatro gols. O Palmeiras abriu o placar logo aos 2 minutos com Polozzi, mas o segundo só sairia aos 45 do 1º tempo com Carlos Alberto Seixas. No segundo tempo, Juari descontou para o Santos aos 14. Um minuto depois César aumentou para o Verdão. Jorginho com mais dois gols, deu números finais ao clássico: Verdão 5 a 1. O Palmeiras não goleou porque o Santos jogou mal. Longe disso. Foi um jogão de bola como um Palmeiras e Santos deve ser.

Jogos de 1980 a 2000
- Um dos episódios mais folclóricos do futebol brasileiro ocorreu em 9 de outubro de 1983. Palmeiras e Santos disputavam uma partida pelo Campeonato Paulista de 1983 e o Peixe vencia por 2 a 1. Aos 46 do segundo tempo, Jorginho Putinatti chuta forte contra o gol adversário, mas a bola, que iria para fora, desvia no árbitro José de Assis Aragão e entra no gol do Santos. Empate de 2 a 2 e muita reclamação por parte dos santistas, enquanto Jorginho cumprimenta o envergonhado árbitro.
- Os palmeirenses são chamados de “porcos” desde a Segunda Guerra Mundial, numa forma de ofender aos italianos, pois a Itália era inimiga do Brasil na guerra. A ofensa voltou a tona em 1969, quando, após a morte de dois de seus jogadores, o Corinthians pediu permissão para inscrever dois substitutos, e foi apoiado por todos clubes, menos pelo Palmeiras. Desde então, chamar palmeirense de porco era ofensa, até que num clássico contra o Alvinegro Praiano, válido pelo campeonato Brasileiro de Futebol de 1986, o Alviverde venceu por 1 a 0, e a galera comemorou aos gritos de  “…e dá-lhe porco, e dá-lhe porco, olé, olé, olé…”. Na semana seguinte, o ídolo do time na época, Jorginho posou para a revista Placar com a nova mascote suína nos braços. Estava assumido o porco como mascote.
- O Verdão foi o melhor time do Brasileirão de 1993, e seu incontestável campeão. Mas, mesmo sendo o vencedor de seu grupo semifinal, onde também estava o Peixe, perdeu as duas partidas para o eterno rival: 3 a 1 na Vila em 3 de setembro e 1 a 0, em pleno parque Antárctica, no dia 10 de novembro, com gol do carrasco e artilheiro santista Guga.
- No ano de 1996, o Palmeiras ressuscitou o futebol-arte e fez a melhor campanha de uma equipe na história dos Campeonatos Paulistas. A consagração veio na penúltima rodada num jogo contra o Santos. O time de Vanderlei Luxemburgo chegou ao final da competição ameaçado apenas pelo Santos, que era seu adversário naquela noite de 2 de junho de 1996, no Parque Antártica. Luizão ficou coma glória de marcar o centésimo gol da equipe no campeonato, logo aos 6 minutos do primeiro tempo. A partir daí o Santos se comportou como mero coadjuvante na festa alviverde. O Palmeiras ia tocando a bola e cozinhando o time da Baixada, a torcida alviverde ia fazendo a festa e os santistas já iam embora do estádio. Eles não viram o gol de Cléber, aos 37 do segundo tempo que fechou com chave de ouro uma campanha com 27 vitórias em 30 jogos, sendo a melhor do século no Paulistão. Palmeiras 2 a 0, 21 vezes campeão paulista e em cima do Santos, que, no primeiro turno do mesmo campeonato, havia sido goleado pelo alviverde por sonoros 6 a 0, em plena Vila Belmiro.
- O Torneio Rio-São Paulo foi revitalizado pelo SBT em 1997 e teve em uma de suas semifinais o Clássico da Saudade. No primeiro clássico, o Santos ganhou por 3 a 1 em pleno Palestra Itália. No jogo de volta, realizado em Presidente Prudente, o Verdão ganhou por apenas 1 a 0 , classificando o Peixe para a final , quando sagrou-se campeão, primeiro título desde 1984.
- No Campeonato Brasileiro de 1997, Palmeiras e Santos estavam no grupo B, na segunda fase do campeonato, uma espécie de semifinal, e o Verdão levou a melhor sobre o Santos, empatando em 3 a 3 o primeiro jogo e vencendo o segundo jogo por 1 a 0, ambos os confrontos jogados no Morumbi, eliminando assim o time da Vila Belmiro da competição. O grupo tinha ainda Internacional/RS e Atlético/MG. O Verdão foi o primeiro colocado do grupo com 16 pontos, contra apenas 7 do Santos, indo disputar a final do Brasileiro, sendo vice-campeão.
- Em 1998, a parceira do Palmeiras, a Parmalat, novamente montou um grande time para retomar o objetivo de conquistar a Libertadores. O Verdão, comandado por Luiz Felipe Scolari (contratado um ano antes), chegava no segundo jogo da semifinal contra o Santos na Vila Belmiro, precisando reverter a situação. Afinal, o empate por 1 a 1 no primeiro jogo no Parque Antártica deixou a torcida receosa. O Santos saiu na frente com Viola logo aos 2 minutos de jogo. Oséas empatou aos 9 e Darci, já aos 7 do segundo tempo, virou para o Verdão. Argel ainda empataria no finalzinho do jogo, aos 47, mas não diminuiria a festa da torcida alviverde. Empate em 2 a 2. Como o Palmeiras fez dois gols fora de casa, classificou-se para a final da Copa do Brasil contra o Cruzeiro, quando sagrou-se campeão.
- Na semifinal do Paulistão de 1999, Santos e Palmeiras se encarariam em dois jogos no Morumbi, com vantagem de resultados iguais para o Verdão. No primeiro jogo, vitória santista por 2 a 1, revertendo a vantagem para o Santos. Mas no jogo decisivo, vitória palmeirense por 2 a 1 no finzinho do jogo, fazendo o Peixe amargar 15 anos de fila.

Jogos de 2000 até o presente

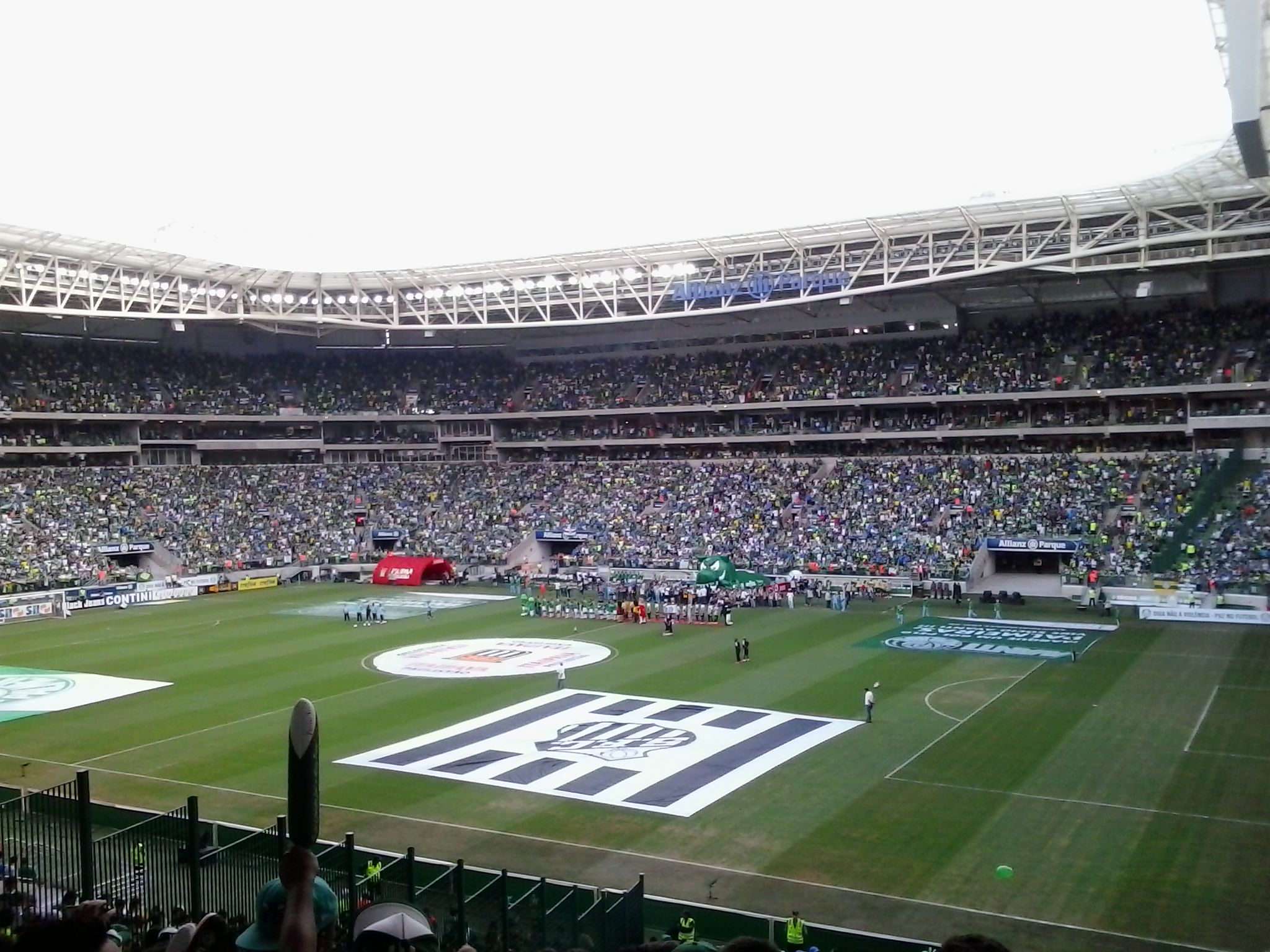
Palmeiras vs. Santos, no Allianz Parque, na final do Campeonato Paulista de 2015

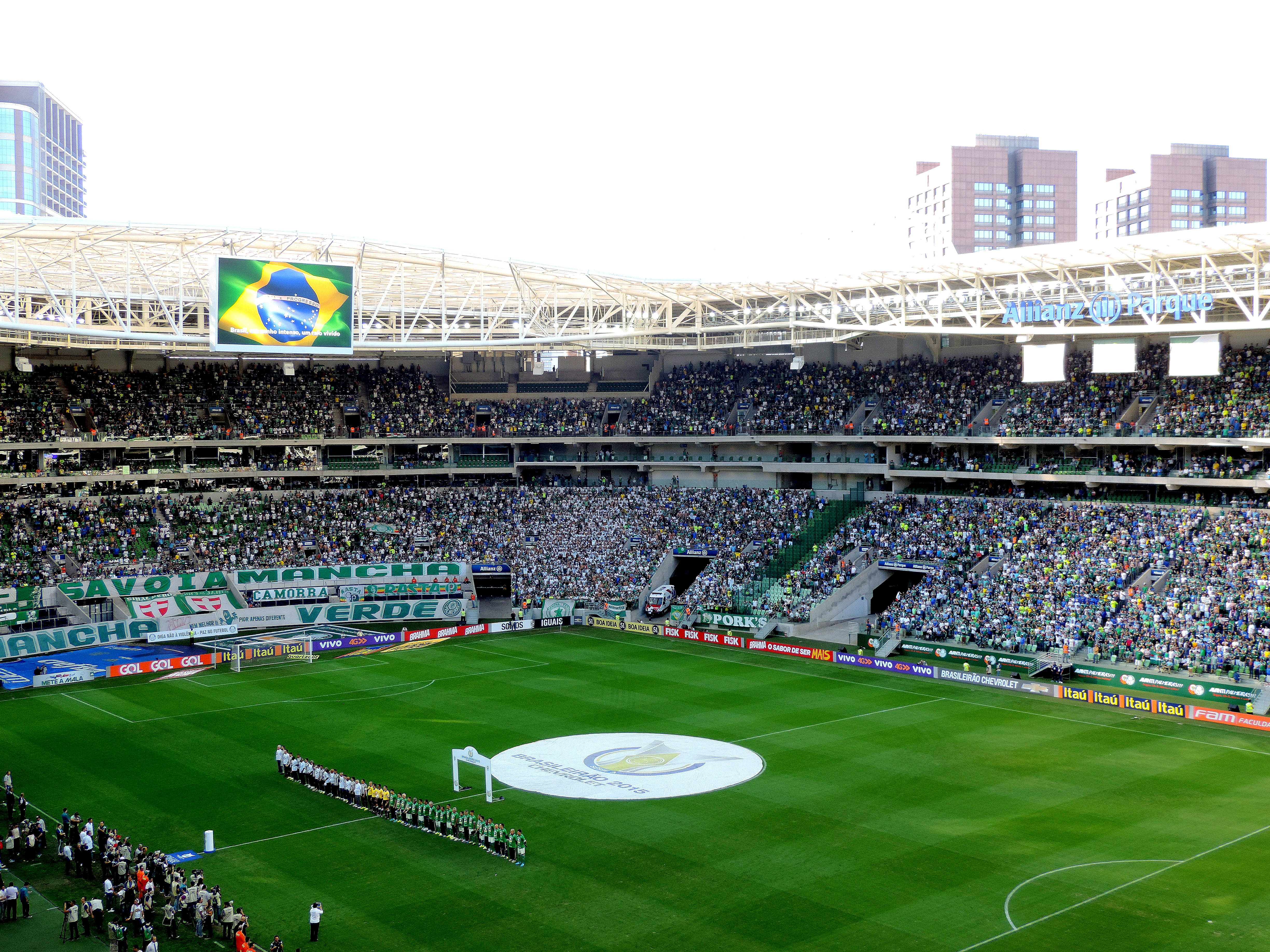
Equipes de Palmeiras e Santos perfiladas no Allianz Parque antes de partida pelo Campeonato Brasileiro de 2015

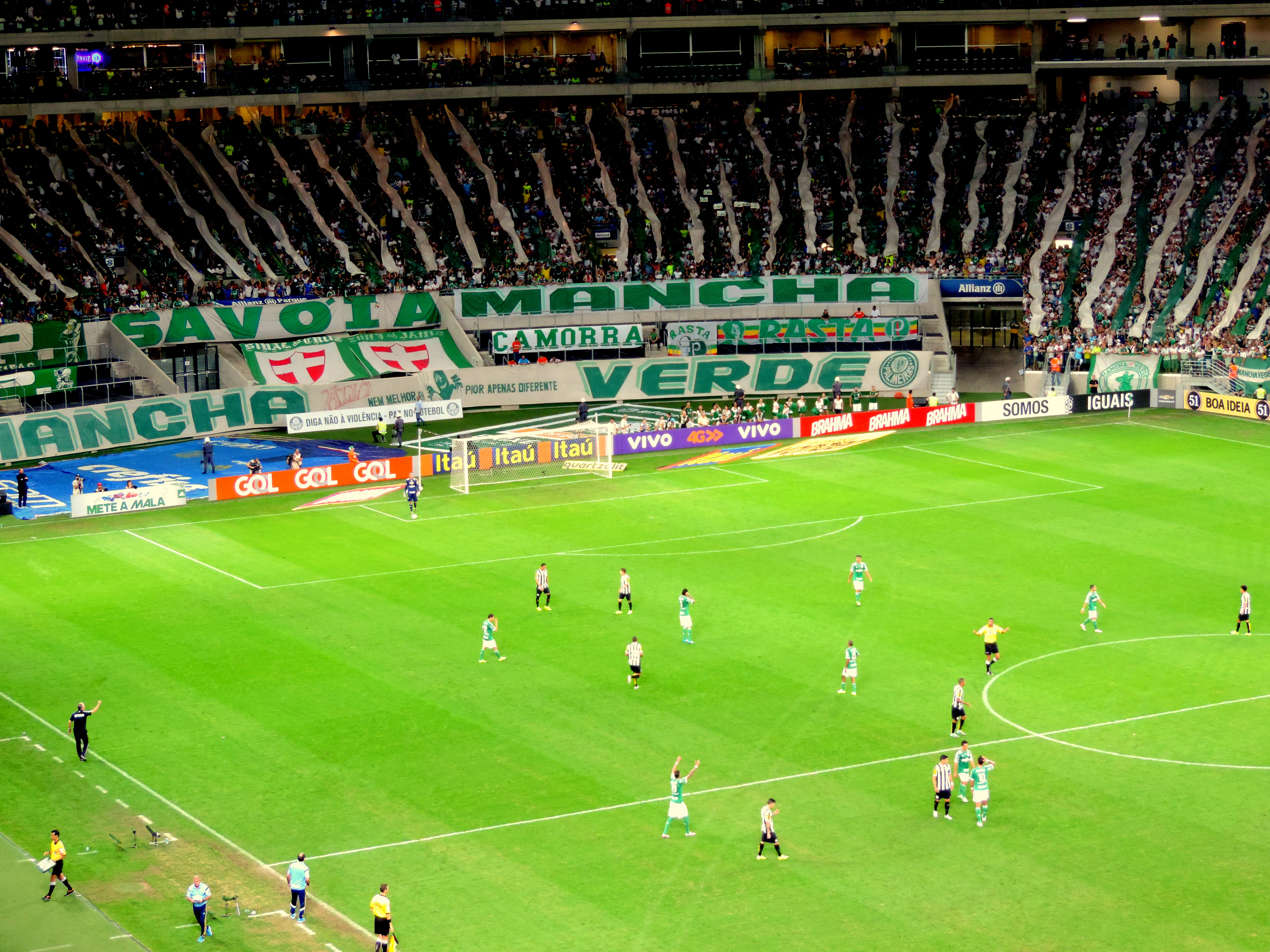
Palmeiras vs. Santos em jogo pelo Campeonato Brasileiro de 2015

- O Santos já estava há 16 anos longe de uma decisão de Campeonato Paulista. Mas, em 2000, o Peixe conseguiu chegar a uma decisão em uma disputa emocionante com o Palmeiras de Felipão. O primeiro jogo da semifinal havia terminado empatado em 0 a 0. O Palmeiras tinha a vantagem do empate pela melhor campanha na primeira fase. Como o Palmeiras estava na disputa da Libertadores contra o Corinthians, a expectativa de todos era que Felipão entrasse com o time misto, como fizera no primeiro jogo. Mas ele surpreendeu e escalou o time principal. O Palmeiras teve o domínio em quase toda a partida e fez 2 a 0 com uma facilidade impressionante, com Argel e Euller. Restava ao Santos marcar 3 gols. E foi neste momento que, a torcida santista em maioria no Morumbi, começou a incentivar a equipe. Aos 23 do segundo tempo, o volante Eduardo Marques acertou uma bomba de fora da área e diminuiu para o Santos. A pressão continuou e o time de Felipão dava sinais de cansaço quando, aos 32, Ânderson Luiz empatou a partida. Eis que, com o tempo regulamentar já esgotado, um cruzamento na área do Palmeiras, Marcos se atrapalha com os zagueiros e Dodô, que vinha acompanhando a jogada, completou para o fundo do gol mesmo caído. A torcida alviverde não acreditava no que via. A do Santos, era só festa com a vingança à eliminação do ano passado. O título depois não veio (perdeu a final para o São Paulo) mas aquela virada ficou na memória dos santistas.
- Na luta pelo Brasileirão de 2008, o Alviverde, 3º colocado e 1 ponto atrás de Grêmio e São Paulo, foi até a Vila Belmiro encarar o Santos desfalcado do ídolo Marcos, que fora ao enterro de seu pai. Ainda no primeiro minuto de jogo, Kleber Gladiador fez 1 a 0 para o Verdão. A partir daí, Pressão total do Peixe, que empatou no primeiro minuto do segundo tempo com Kléber Pereira em cabeçada duvidosa. Reclamando que foi com a mão, Vanderlei Luxemburgo foi expulso. O Santos dominou, criou, perdeu gols. Porém, aos 45 do segundo tempo, Léo Lima escora cruzamento rasteiro e define o importantíssimo 2 a 1, garantindo a vice-liderança. O Palmeiras não levou a taça, mas teve uma vitória raçuda.
- A semifinal do Paulistão 2009 teve o Clássico da Saudade com favoritismo do Verdão: O Palmeiras teve a melhor campanha do turno único, jogava por dois resultados iguais e decidiria em casa, enquanto o Santos foi 4º colocado após briga duríssima contra a Portuguesa e uma classificação dramática contra a Ponte Preta nos acréscimos, em Campinas. Mas na primeira semifinal, o Peixe venceu por 2 a 1 de virada, dia 11 de abril. No Palestra Itália, o Alvi-negro impôs 2 a 0, acabando com toda a vantagem e favoritismo palestrino, e apesar do maior frango da carreira de Fábio Costa, goleiro santista, o 2 a 1 ao final da partida garantiu o Peixão na final. No fim, ainda houve uma briga entre Domingos, do Santos e Diego Souza do Verdão.
- Em 14 de março de 2010, pela 14ª rodada do Paulistão 2010, Santos recebeu o Palmeiras na Vila Belmiro para um jogo cercado de provocações dos dois lados. O favorito Santos contava com Neymar, Ganso e Robinho, time elogiado por muitos por seu futebol arte e que se consagraria campeão daquele ano, contra um Palmeiras de Diego Souza, Cleiton Xavier e Robert que amargaria uma 11ª colocação na classificação geral ao final da fase de grupos. O jogo começou com Santos mostrando seu favoritismo com Pará aos 10 minutos com um lindo chute no ângulo e comemorado com as tradicionais dancinhas daquele Santos da época. Aos 30 Neymar recebeu passe de Ganso de frente ao gol e encobriu Marcos num chute desequilibrado que o levou ao chão, mas rapidamente se levantou para mais uma de suas danças com seus companheiros ali mesmo dentro da área na frente da defesa palmeirense. O jogo estava favorável ao Santos dado sua qualidade técnica, mas o Palmeiras não havia se dado por vencido e após falta cobrada pela direita na entrada da pequena área Robert de cabeça marcou aos 40 fazendo 2 a 1. Tão logo o jogo recomeçou, Palmeiras saiu para cima, ganhou a posse da bola e, após matada no peito e passe de calcanhar de Diego Souza para Armeiro, este cruzou para os pés de Robert empatar em 2 a 2 aos 42 minutos. Dessa vez dança para o lado palmeirense, com destaque para coreografia de Armeiro. Na volta para o segundo tempo aos 11 numa cobrança de falta, a bola ficou perdida na pequena área após ser defendida pelo goleiro do Santos e bater na trave, voltou em Diego Souza que cabeceou virando o jogo 2 a 3 para o Palmeiras e mais uma vez a dança entrou em cena na comemoração palmeirense. O jogo seguiu com muita disputa pelos dois lado, até que aos 34 Madson recebe no fundo e chuta cruzado empatando o jogo 3 a 3, imediatamente cai ao chão e começa a imitar um porco em provocação ao time do Palmeiras, só após uma certa insistência de seus companheiros, levanta e participa da dança já não tão feliz quanto a do primeiro gol. O jogo seguiu, e após interceptação de um passe do Santos aos 41 a bola caiu nos pés de Robert, que de fora da área, acertou um chute de longe fazendo 3 a 4 e decretando a vitória do Palmeiras que acabou comemorando com todos jogadores reunidos se abraçando.
- O clássico jogado dia 5 de fevereiro de 2012, em Presidente Prudente, pelo Paulistão, ocorrera coincidentemente no dia do aniversário de 20 anos do ídolo santista Neymar. E a festa parecia completa quando, no segundo tempo o craque fez 1 a 0 para o Peixe, seu centésimo gol na carreira. Mas, no finalzinho, o Verdão do técnico Felipão e de Marcos Assunção empatou com Fernandão e virou com um gol de Juninho  aos 46 minutos. Verdão 2 a 1 de virada, pondo fim à invencibilidade do Santos no ano, em um verdadeiro presente de grego pro aniversariante.
- As quartas de final do Campeonato Paulista de 2013 contaram com o clássico entre Santos e Palmeiras. O duelo, disputado em partida única, foi realizado na Vila Belmiro, já que o Santos havia feito melhor campanha na primeira fase da competição. Depois de abrir o placar com um gol do atacante Cícero, o alvinegro cedeu o empate ao Palmeiras aos 38 minutos do segundo tempo, quando o atacante Kléber marcou para o alviverde. Com o placar de 1 a 1, o jogo foi para os pênaltis e o time da casa foi melhor, classificando-se para as semifinais da competição após vencer a disputa por 4 a 2[13].

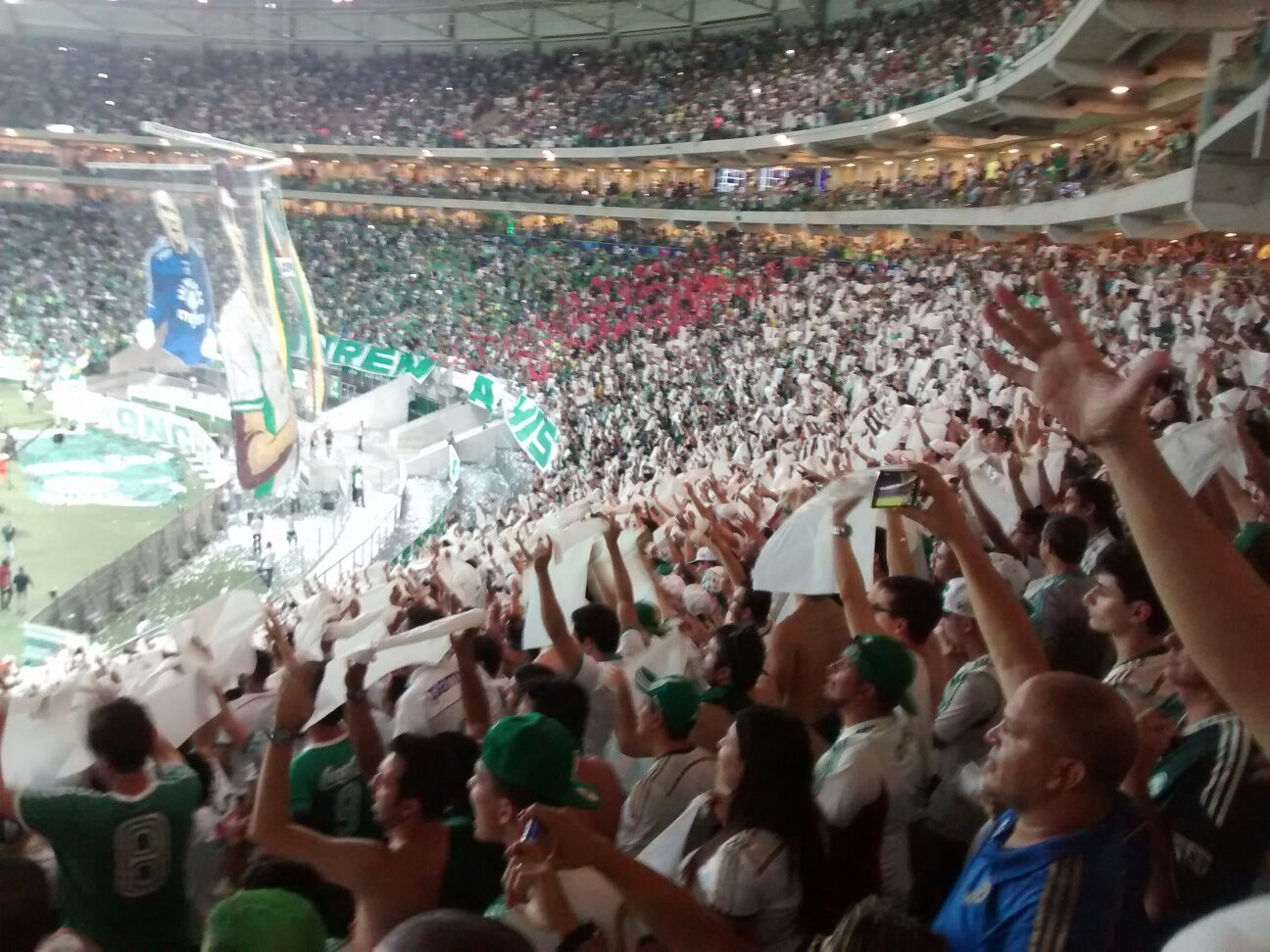
Torcida do Palmeiras na final da Copa do Brasil de 2015

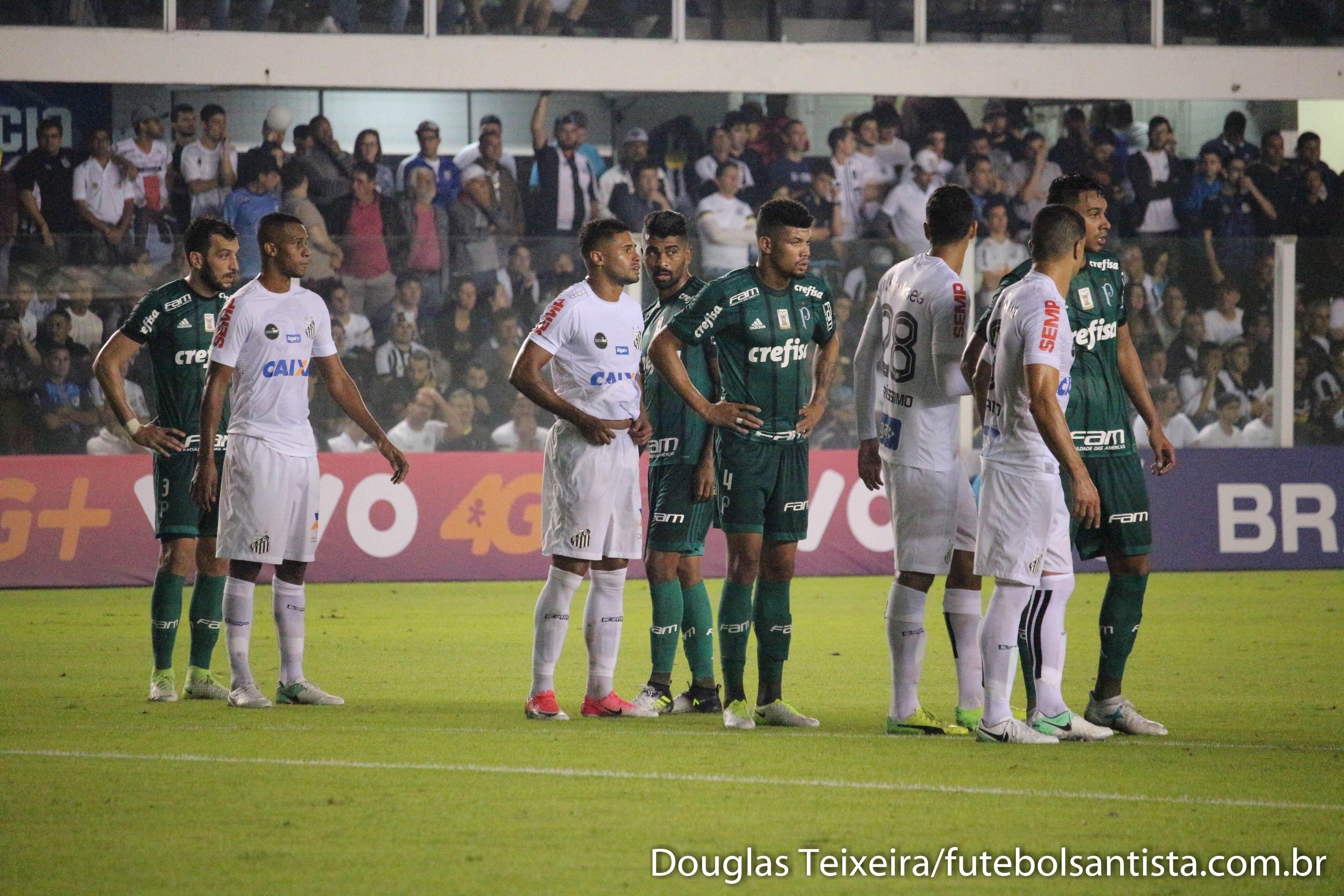
Jogadores de Santos e Palmeiras em partida disputada na Vila Belmiro pelo Campeonato Brasileiro de 2017

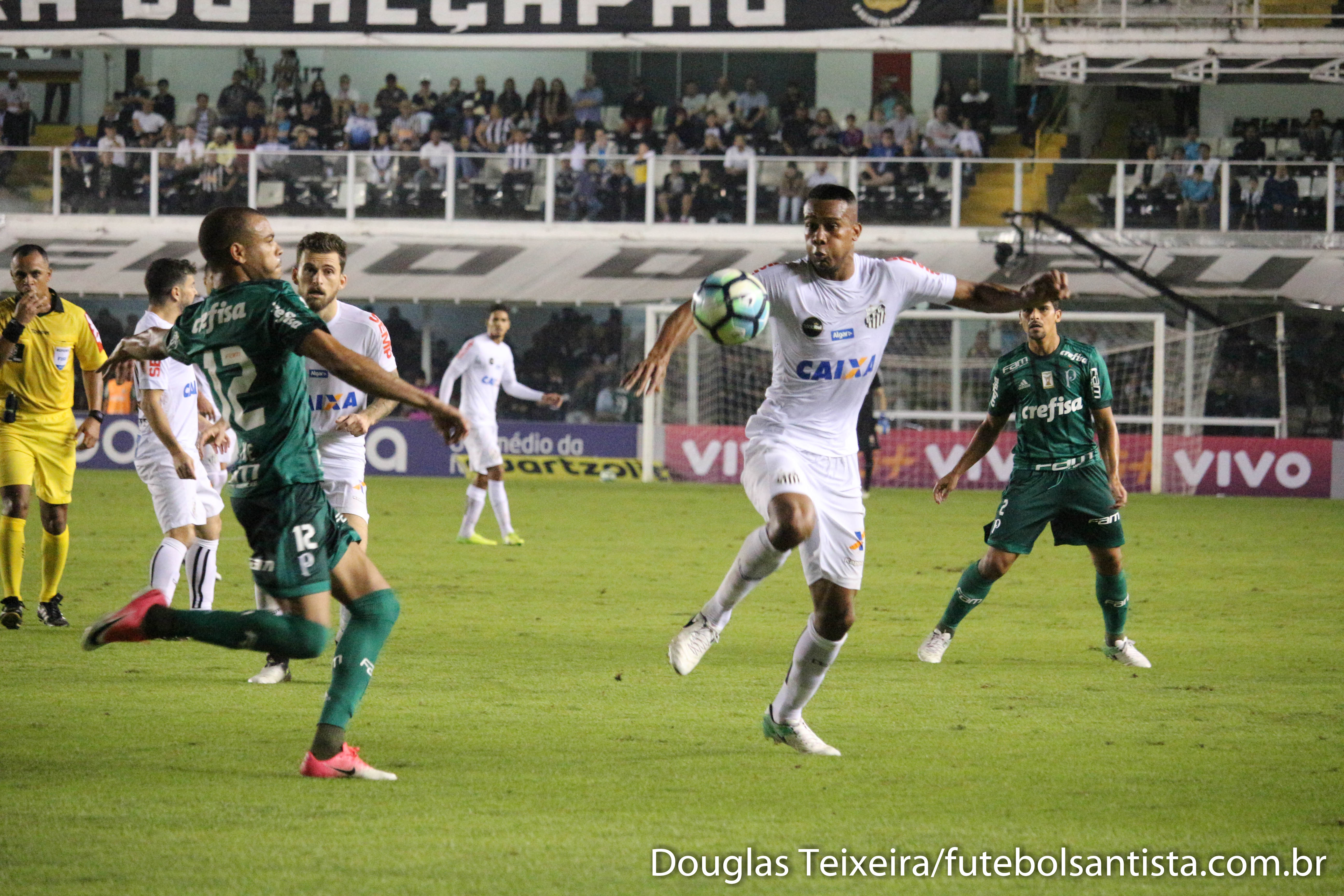
Jogadores durante Clássico da Saudade disputado na Vila Belmiro pelo Campeonato Brasileiro de 2017

- Santos e Palmeiras voltaram a disputar uma final de competição no Campeonato Paulista de 2015, depois de o alvinegro eliminar o São Paulo nas semifinais e o alviverde eliminar o Corinthians. O primeiro jogo da decisão foi disputado no dia 26 de abril de 2015, no Allianz Parque, nova arena do Palmeiras, que recebeu pela primeira vez o Clássico da Saudade. O alviverde levou a melhor neste jogo de ida com uma vitória por 1 a 0 e gol marcado pelo centroavante Leandro Pereira[14]. Na ocasião, 39.479 visitantes compareceram ao local, estabelecendo um novo recorde na arena e o maior público do Paulistão 2015[15].O jogo de volta da final do Campeonato Paulista de 2015 foi disputado na Vila Belmiro, já que o Santos havia tido melhor campanha na primeira fase do que o Palmeiras, que jogava pelo empate por causa da vitória no jogo de ida no Allianz Parque. No tempo normal, o Santos venceu por 2 a 1 e levou a partida para os pênaltis. Os gols alvinegros foram marcados por David Braz e Ricardo Oliveira, enquanto Lucas fez para a equipe alviverde. Na decisão por pênaltis, o goleiro santista Vladimir defendeu a cobrança de Rafael Marques e o zagueiro palmeirense Jackson de Souza acertou a trave. No final das cobranças, o Santos venceu por 4 a 2 e foi o campeão paulista de 2015[16].
- Em 2015, Palmeiras e Santos voltam a disputar uma final de campeonato, desta vez a final da Copa do Brasil, a maior final entre os dois clubes até então, e os dois jogos mais importantes da história entre ambos. No primeiro jogo, em 25 de novembro, na Vila Belmiro, o Santos saiu na frente do placar: 1 a 0, gol de Gabriel; com o peixe desperdiçando ainda um pênalti no primeiro tempo e perdendo várias oportunidades de gol durante a partida. Na partida final e decisiva, jogada no Allianz Parque no dia 2 de dezembro, o Palmeiras venceu o Peixe por 2 a 1, Dudu marcou os dois gols do Verdão, enquanto Ricardo Oliveira descontou para o Santos. A definição do campeão vai parar nos pênaltis: Palmeiras 4 a 3 Santos, os gols do alviverde foram de: Zé Roberto, Jackson, Cristaldo e Fernando Prass. Rafael Marques desperdiçou sua cobrança. Do lado santista os gols foram de: Geuvânio, Lucas Lima e Ricardo Oliveira. Marquinhos Gabriel e Gustavo Henrique erraram suas cobranças. Palmeiras campeão da Copa do Brasil de 2015, tricampeão da Copa do Brasil, vingando o Campeonato Paulista perdido para o Santos[17].
- Na semifinal do Campeonato Paulista de 2016, realizado em jogo único, o Santos vencia até os últimos minutos o Palmeiras por 2x0, quando o clube alviverde faz dois gols aos 42 e 43 do segundo tempo levando a decisão para os pênaltis. Na decisão por pênaltis o Palmeiras começa vencendo graças a  defesa de Fernando Prass na cobrança de  Lucas Lima do Santos, mas o Santos avança pois Vanderlei pegou as cobranças de  Lucas Barrios e Rafael Marques enquanto Fernando Prass chutou para fora na cobrança final.[18]
- No Campeonato Paulista de 2017, Santos e Palmeiras Fizeram um dos clássicos mais emocionantes de sua história,  o jogo disputado na Vila Belmiro, no primeiro tempo, Fernando Prass o goleiro alviverde fez grandes defesas, assim como o Vladimir, goleirão do peixe. Após gols perdidos e chances desperdiçadas os gols só saíram no segundo tempo com Ricardo Oliveira abrindo o placar para o Peixe, mas o Palmeiras não desistiu e buscou o empate aos 40 Minutos do Segundo Tempo, com gol de Jean após receber assistência de Roger Guédes. Willian que tinha acabado de entrar fez o gol  da virada do jogo e calando a Vila Belmiro. O Palmeiras também quebrou um Tabu de 6 Anos sem vencer o Peixe na Vila, uma virada para ficar marcado na História dos Palmeirenses.
- No dia 30 de setembro de 2017, em partida realizada pelo Campeonato Brasileiro o Santos venceu o Palmeiras no Allianz Parque com gol  solitário de Ricardo Oliveira e conquistou sua primeira vitória no novo estádio palmeirense.
- No primeiro turno do Campeonato Brasileiro de 2019, o Palmeiras impôs uma goleada por 4 a 0 sobre o Santos. Em clássico disputado no Estádio do Pacaembu, o alviverde marcou com Gustavo Gómez, Deyverson, Raphael Veiga e Hyoran. O resultado fez o time paulistano se isolar na liderança do campeonato e ampliar uma sequência de invencibilidade, 28 jogos, na competição, levando em conta as partidas acumuladas do campeonato de 2018, quando se sagrou decacampeão e os jogos das primeiras rodadas do torneio do ano seguinte[19].

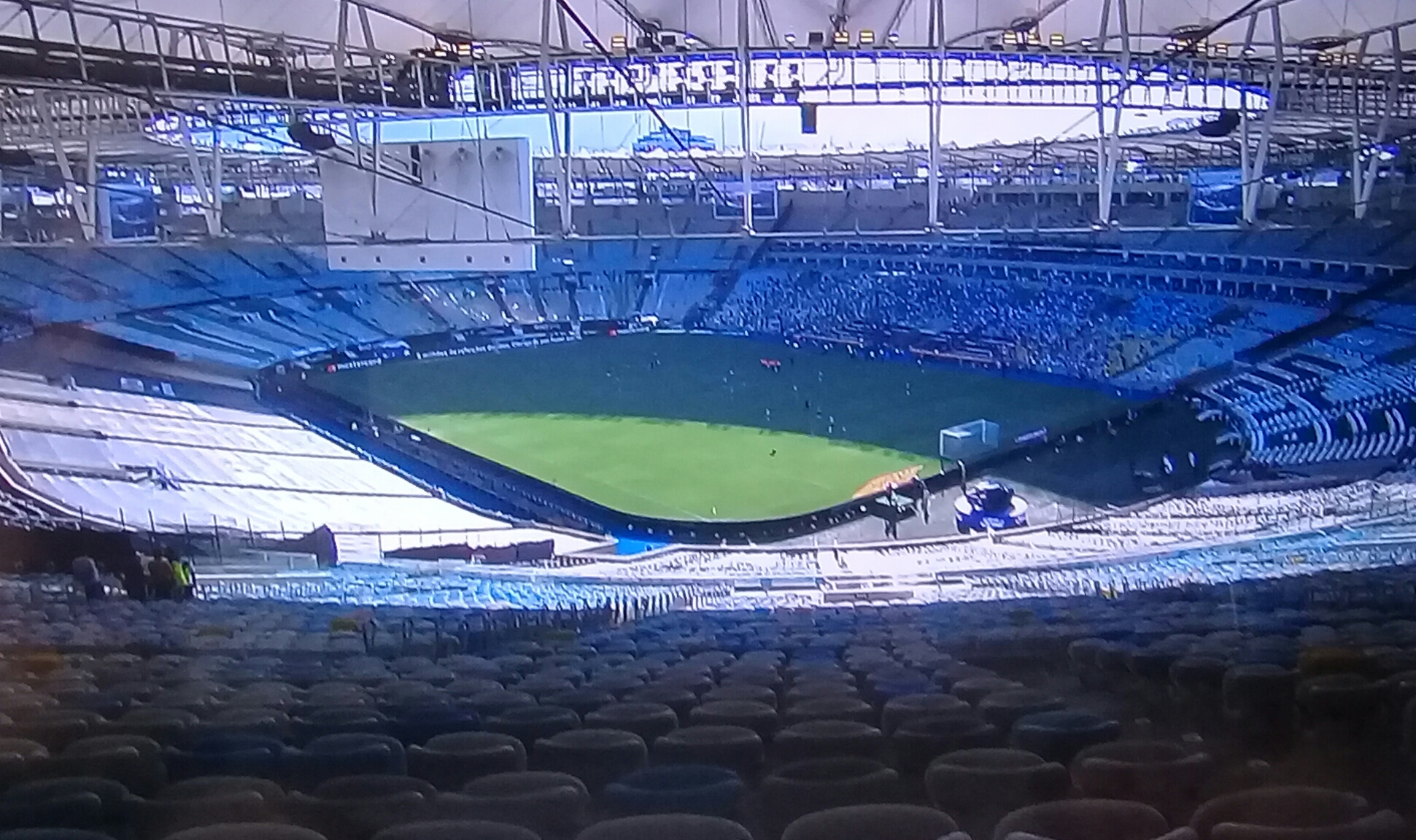
Estádio do Maracanã minutos antes da final entre Palmeiras e Santos pela Libertadores da América de 2020

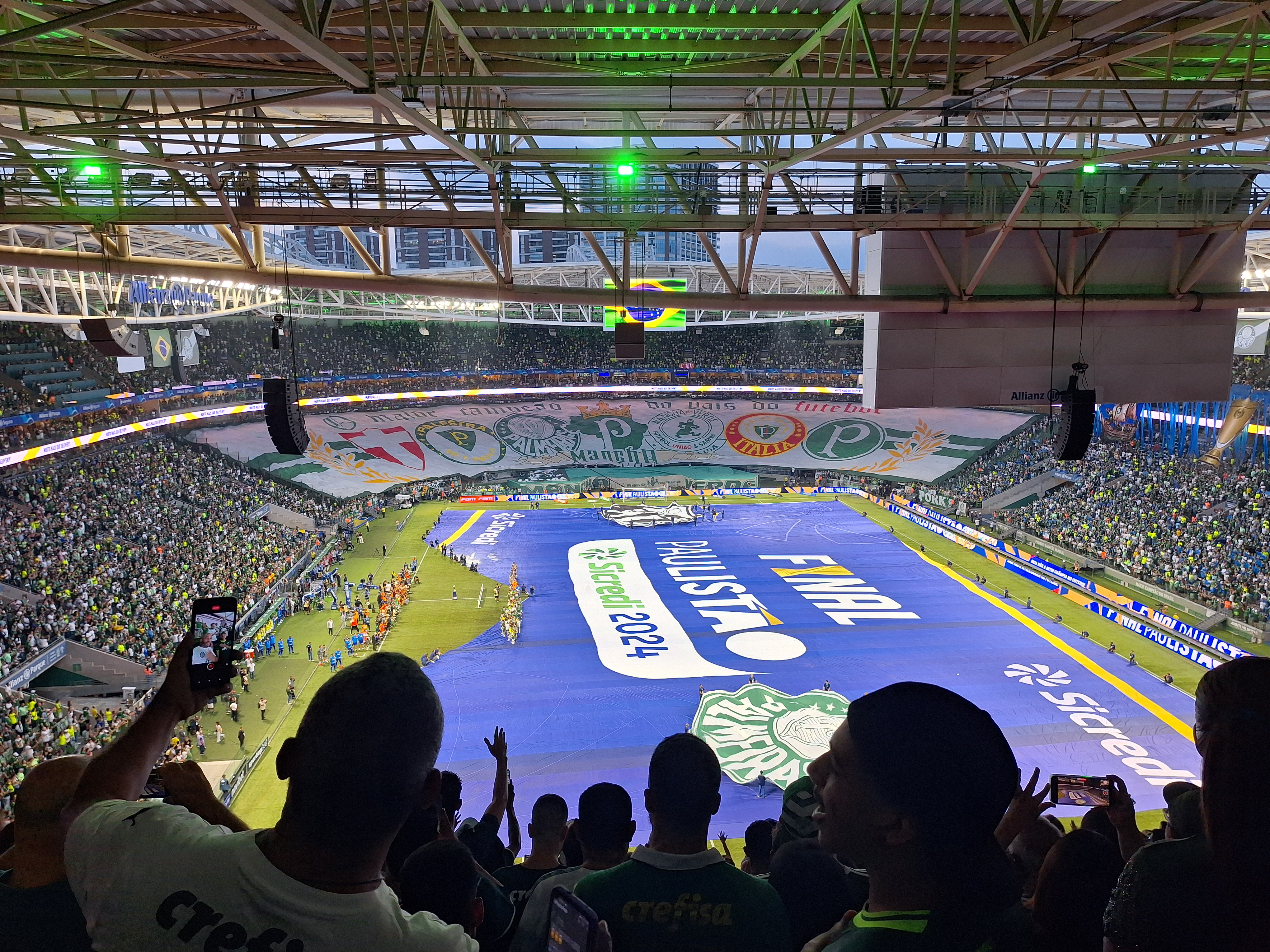
Cerimônia da grande final entre Palmeiras e Santos do Campeonato Paulista de 2024 no Allianz Parque

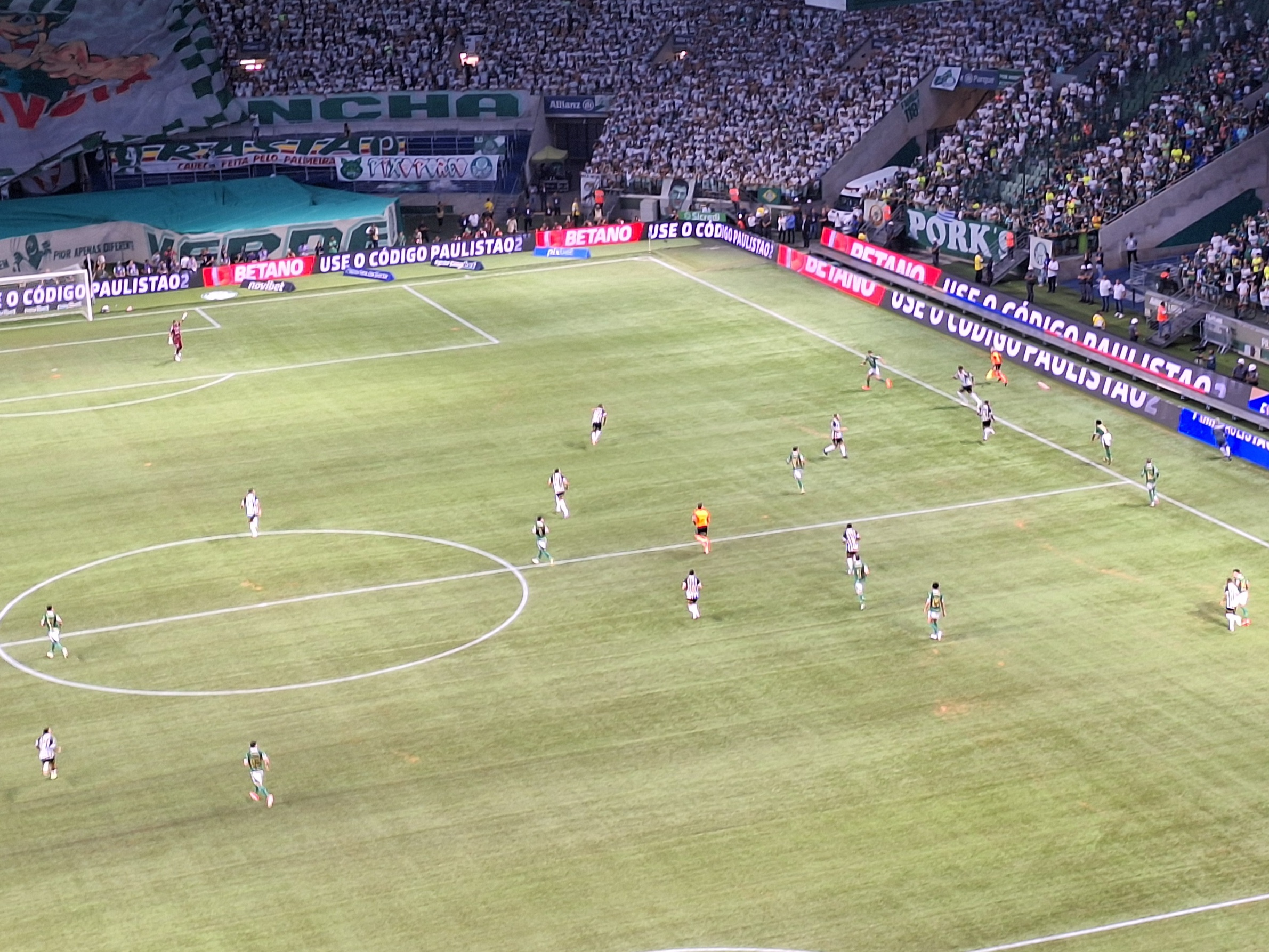
Palmeiras e Santos se enfrentam pela final do Campeonato Paulista de 2024

- Em 30 de janeiro de 2021, Palmeiras e Santos fizeram o jogo mais importante da história do Clássico da Saudade quando se enfrentaram na final da Copa Libertadores da América de 2020. Com a competição atrasada em 2020 em virtude da pandemia de covid-19, a final, disputada em jogo único, no Estádio do Maracanã, foi realizada apenas no primeiro mês de 2021, sem público pagante para evitar a propagação da doença, mas com convidados da CONMEBOL que totalizaram cerca de 5 mil pessoas. O alviverde, que eliminou o argentino River Plate nas semifinais, e o alvinegro, que eliminou o também portenho Boca Juniors, faziam pela primeira vez uma decisão paulista no estádio carioca e na competição. Também aquela era a terceira final entre equipes brasileiras da história da Libertadores, além da chance do Palmeiras conquistar o bicampeonato e o Santos alcançar o tetracampeonato. Após um jogo tenso, truncado e marcado pelo forte calor, as equipes criaram poucas chances de gol. Quando se imaginava que a partida iria para a prorrogação, o Palmeiras marcou aos 54 minutos da segunda etapa, com o atacante Breno Lopes cabeceando uma bola cruzada pelo atacante Rony. O gol decretou a vitória por 1 a 0 do Palmeiras e levou o alviverde a segunda conquista da Libertadores depois de 21 anos de espera, além de impedir o quarto título santista da competição mais importante de clubes da América[20].
- No dia 4 de fevereiro de 2023, Palmeiras e Santos voltaram disputar, depois de muito tempo, um clássico no Estádio do Morumbi. Eles haviam se enfrentado em 2020 no mesmo local, mas sem público em virtude da pandemia de COVID-19. No caso específico do Palmeiras, foi o primeiro clássico como mandante no Morumbi desde 2007 e com público.[21] Para um total de 49.241 pagantes, que marcou o recorde de público da equipe alviverde como mandante no Século XXI, o Palmeiras venceu o clássico por 3 a 1, com gols marcados por Murilo. Rony e Giovani. O Santos descontou com o jogador Camacho.[22]
- No dia 8 de outubro de 2023, o Santos venceu o clássico na Arena Barueri por 2 a 1 pelo segundo turno do Campeonato Brasileiro e quebrou um tabu de 4 anos sem vencer o rival sendo 12 partidas de invencibilidade do Palmeiras neste período. A última vitória santista havia sido no Campeonato Brasileiro de 2019 com o placar de 2 a 0 tendo Gustavo Henrique e Marinho marcando os gols para o peixe.
- No ano de 2024, os rivais voltaram a se encontrar em mais uma final, sendo desta vez a disputa pelo Campeonato Paulista de 2024 em dois jogos. O primeiro jogo foi realizado no dia 31 de março na Vila Belmiro, com o Santos vencendo por 1 a 0 com gol de Romulo Otero dando vantagem a equipe alvinegra.[23] No dia 7 de abril, no Allianz Parque, houve o segundo jogo decisivo, no qual o Palmeiras, com partida elogiada do atacante Endrick e com gols de Raphael Veiga, de pênalti, e Aníbal Moreno, venceu por 2 a 0. Com o resultado, o alviverde reverteu a vantagem do Santos e ficou com o título estadual, o primeiro tricampeonato pela competição desde o conquistado em 1934.[24]

## Particularidades
- O apelido de "porco" era uma ofensa grande aos palmeirenses, só sendo adotado por eles após vitória em um Clássico da Saudade disputado em 1986.
- No Paulistão de 1927, o Santos, num ataque liderado por Feitiço, marcou inacreditáveis 100 gols em dezesseis jogos, numa média de 6,25 gols por jogo, enfrentaria no jogo decisivo do quadrangular final o Palestra Itália, com apenas 22 gols nos mesmos 16 jogos, média de 1,375 gol por jogo. Mas o grande ataque foi travado pela "defesa que ninguém passa", fica em "só" dois gols contra três alviverdes. O Peixe ficou com o recorde, o Verdão com a taça.
- Apesar de muitos sempre apontarem o Botafogo como o grande rival do Santos de Pelé, no confronto pelos estaduais o  único time que evitou algumas taças do Peixe em seu auge, foi o Verdão, nos Paulistas de 1959, 1963 e 1966.

## Recordes

### Série invictas
O Palmeiras é detentor da maior série invicta deste clássico, ficando 15 jogos invicto contra o Santos entre 8 de julho de 1917 e 6 de junho de 1926. Já o Santos tem a sua melhor série invicta contra o Palmeiras entre 30 de setembro de 1987 e 2 de maio de 1991, em um total de 10 jogos.

### Principais artilheiros[26]
- Santos: Pelé (32 gols)
- Palmeiras: Heitor (13 gols)

### Partida com mais gols
Palmeiras 6 a 7 Santos, em 6 de março de 1958, partida válida pelo Torneio Rio-São Paulo, sendo este o clássico estadual envolvendo os 12 maiores clubes do Brasil com mais gols marcados.

## Decisões de títulos

### Finais diretas

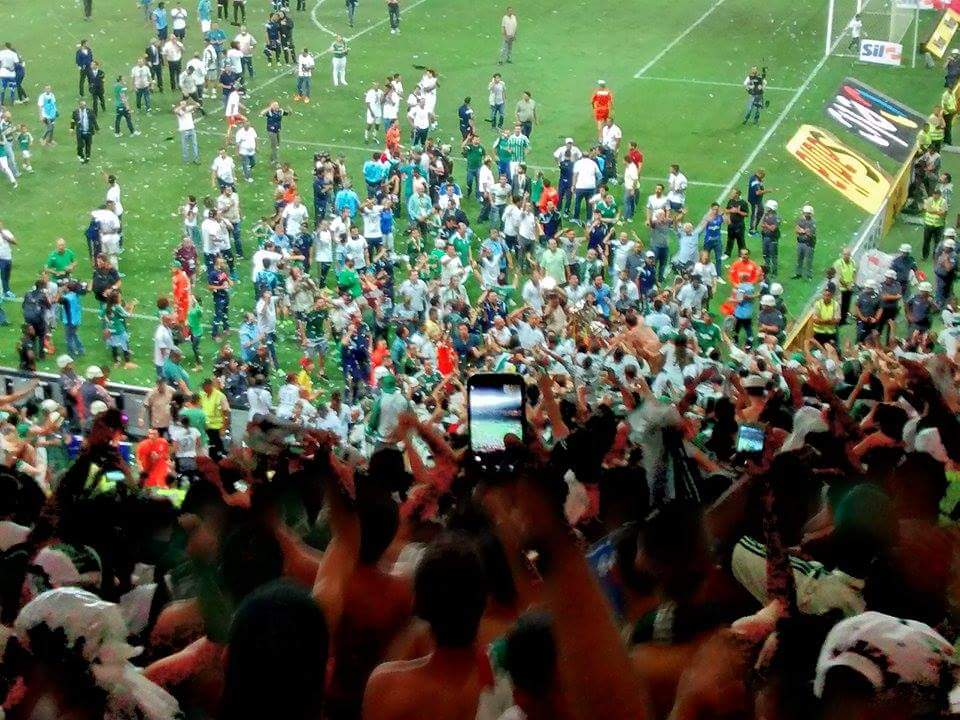
Festa do Palmeiras com a torcida na final da Copa do Brasil de 2015

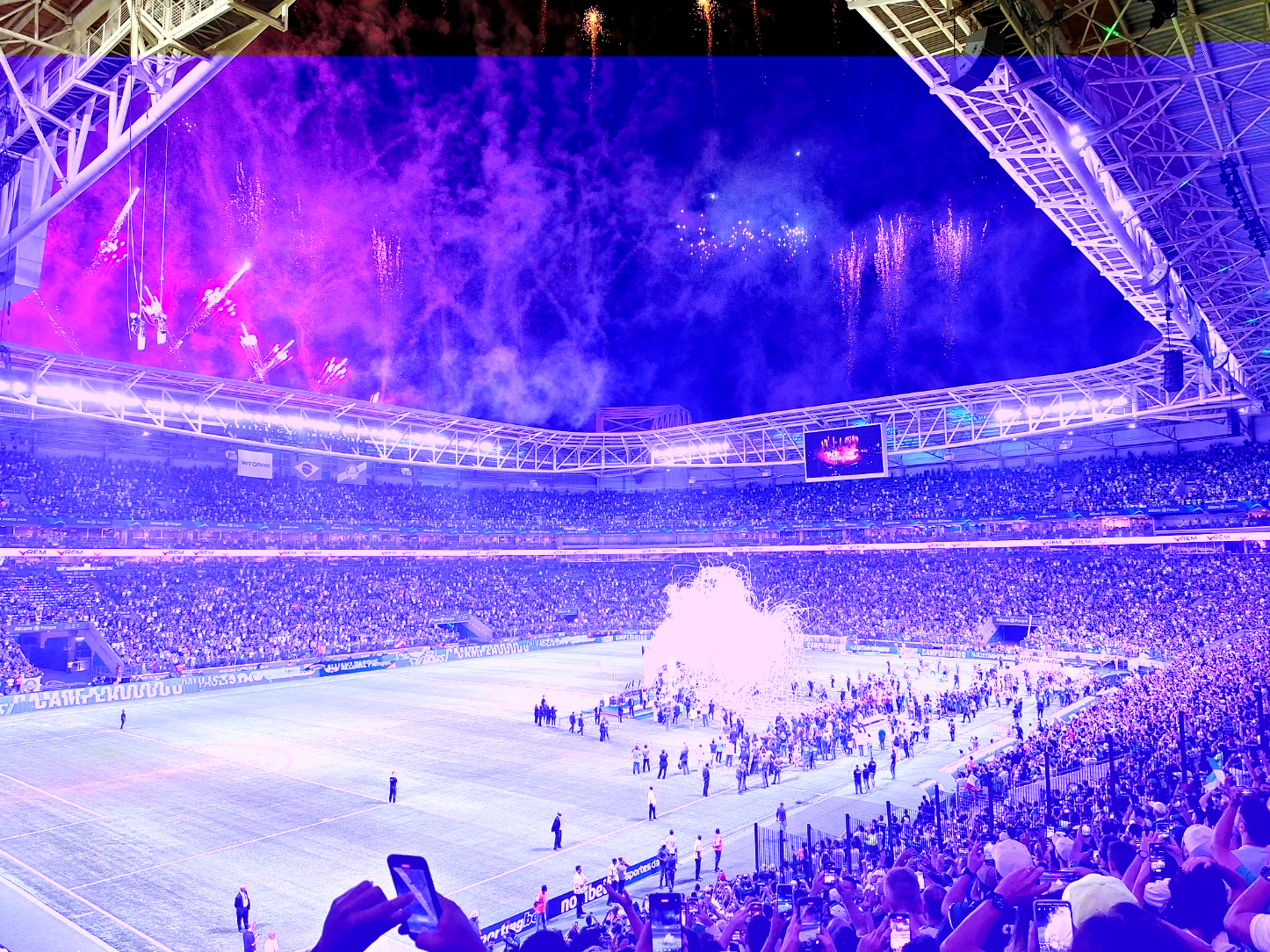
Festa do Palmeiras na conquista do Campeonato Paulista de 2024 após vencer o Santos na final

Só é considerada final de campeonato a partida na qual ambos os times ainda disputam a conquista do título, e um deles se consagra campeão com o resultado final da mesma, o que, no confronto entre Santos e Palmeiras traz a contagem de cinco títulos do alviverde e de 1 título do alvinegro praiano. 
Considerando-se apenas finais diretas em campeonatos oficiais, o Palmeiras ganhou quatro títulos em cima do Santos, que ganhou um título em cima do Palmeiras.
Copa Libertadores da América
- 30 de janeiro de 2021: Palmeiras 1x0 Santos - Palmeiras campeão de 2020

Copa do Brasil
- 25 de novembro de 2015: Primeiro jogo: Santos 1x0 Palmeiras
- 2 de dezembro de 2015:Palmeiras 2 (4) x (3) 1 Santos - Palmeiras campeão de 2015

Campeonato Paulista
- 4 de março de 1928: Palestra Itália 3x2 Santos - Palestra Itália campeão de 1927
- 5 de janeiro de 1960: Palmeiras 1x1 Santos (1º jogo)
- 7 de janeiro de 1960: Palmeiras 2x2 Santos (2º jogo)
- 10 de janeiro de 1960 Palmeiras 2x1 Santos (3º jogo) - Palmeiras campeão de 1959[28]
- 26 de abril de 2015: Palmeiras 1x0 Santos (1º jogo)
- 3 de maio de 2015: Santos 2x1 Palmeiras (pên. 4x2, 2º jogo) -  Santos campeão de 2015
- 31 de março de 2024: Santos 1x0 Palmeiras(1º jogo)
- 7 de abril de 2024: Palmeiras 2x0 Santos(2º jogo-) Palmeiras campeão de 2024[24]

#### Outras competições
Taça Estado de São Paulo
- 24 de abril de 1970: Palmeiras 1x1 Santos - Santos campeão de 1970

Torneio Início Paulista
- 5 de dezembro de 1926: Santos 1x0 Palestra Itália - Santos campeão de 1926 (Torneio Início do Torneio Extra)
- 6 de junho de 1937: Santos 2x1 Palestra Itália - Santos campeão de  1937

### Outros jogos valendo título
Um dos clubes não tinha chance de se sagrar campeão, enquanto o outro estava disputando o título, que veio a ganhar.
Campeonato Paulista
- 8 de outubro de 1944: Santos 0x1 Palmeiras - Palmeiras campeão de 1944
- 16 de dezembro de 1960: Santos 2x1 Palmeiras - Santos campeão de 1960
- 19 de maio de 1968: Palmeiras 1x3 Santos - Santos campeão de 1968
- 2 de junho de 1996: Palmeiras 2x0 Santos - Palmeiras campeão de 1996

## Confrontos eliminatórios
Considerando-se apenas todos os confrontos diretos em jogos eliminatórios de mata-mata por torneios oficiais, o Santos já eliminou o Verdão por 10 vezes; e o Palmeiras já eliminou o Peixe por 6 vezes:
- 1964 – Santos elimina o Palmeiras na semifinal do Campeonato Brasileiro
- 1965 – Santos elimina o Palmeiras na semifinal do Campeonato Brasileiro
- 1994 – Santos elimina o Palmeiras na semifinal da Copa Bandeirantes
- 1997 – Santos elimina o Palmeiras na semifinal do Rio-São Paulo
- 1998 – Palmeiras elimina o Santos na semifinal da Copa do Brasil
- 1999 – Palmeiras elimina o Santos na semifinal do Campeonato Paulista
- 2000 – Santos elimina o Palmeiras na semifinal do Campeonato Paulista
- 2004 – Santos elimina o Palmeiras nas oitavas de finais da Copa Paulista
- 2009 – Santos elimina o Palmeiras na semifinal do Campeonato Paulista
- 2013 – Santos elimina o Palmeiras nas quartas de finais do Campeonato Paulista
- 2015 - Santos elimina o Palmeiras na Final do Campeonato Paulista
- 2015 - Palmeiras elimina o Santos na Final da Copa do Brasil
- 2016 – Santos elimina o Palmeiras na semifinal do Campeonato Paulista
- 2018 – Palmeiras elimina o Santos na semifinal do Campeonato Paulista
- 2020 - Palmeiras Elimina o Santos na Final da Libertadores
- 2024 - Palmeiras Elimina o Santos na Final do Campeonato Paulista

## Maiores goleadas
No clássico da Saudade, o Palmeiras conquistou a maior goleada da era amadora, com um placar de 8 a 0 em 1932. Já na era profissional, o Santos marcou o maior resultado, vencendo por 6 a 1 em 1939. São listadas abaixo as goleadas com diferença de quatro gols para cima.
A favor do Palmeiras:
- 8 de julho de 1917: Palestra Itália 5x1 Santos
- 20 de novembro de 1921: Palestra Itália 6x1 Santos
- 30 de março de 1924: Palestra Itália 6x1 Santos
- 11 de dezembro de 1932: Palestra Itália 8x0 Santos
- 8 de julho de 1934: Palestra Itália 5x0 Santos
- 18 de abril de 1937: Palestra Itália 4x0 Santos
- 21 de setembro de 1940: Santos 0x5 Palestra Itália
- 20 de maio de 1951: Palmeiras 6x2 Santos
- 22 de janeiro de 1955: Palmeiras 5x1 Santos
- 29 de novembro de 1959: Palmeiras 5x1 Santos
- 31 de março de 1965: Palmeiras 7x1 Santos
- 12 de dezembro de 1965: Palmeiras 5x0 Santos
- 15 de janeiro de 1972: Palmeiras 4x0 Santos
- 15 de fevereiro de 1976: Santos 0x5 Palmeiras
- 18 de novembro de 1979: Palmeiras 5x1 Santos
- 13 de maio de 1982: Palmeiras 4x0 Santos
- 24 de março de 1996: Santos 0x6 Palmeiras
- 21 de setembro de 1997: Palmeiras 5x0 Santos
- 23 de maio de 2004: Santos 0x4 Palmeiras
- 18 de maio de 2019: Palmeiras 4x0 Santos

Maior empate:
- 13 de abril de 1955: Palmeiras 4x4 Santos - empate

Jogo com maior número de gols:
- 6 de março de 1958: Palmeiras 6x7 Santos

A favor do Santos:
- 3 de outubro de 1915: Palestra Itália 0x7 Santos
- 19 de março de 1916: Santos 5x0 Palmeiras
- 12 de abril de 1939: Palestra Itália 1x6 Santos
- 14 de dezembro de 1952: Santos 4x0 Palmeiras
- 28 de dezembro de 1957: Santos 4x0 Palmeiras
- 3 de outubro de 1959: Santos 7x3 Palmeiras
- 10 de novembro de 1964: Palmeiras 0x4 Santos
- 29 de outubro de 1967: Santos 4x1 Palmeiras
- 20 de abril de 1974: Santos 4x0 Palmeiras
- 23 de novembro de 1982: Santos 6x1 Palmeiras
- 4 de junho de 1997: Santos 4x0 Palmeiras
- 3 de setembro de 2006: Santos 5x1 Palmeiras

## Maiores públicos

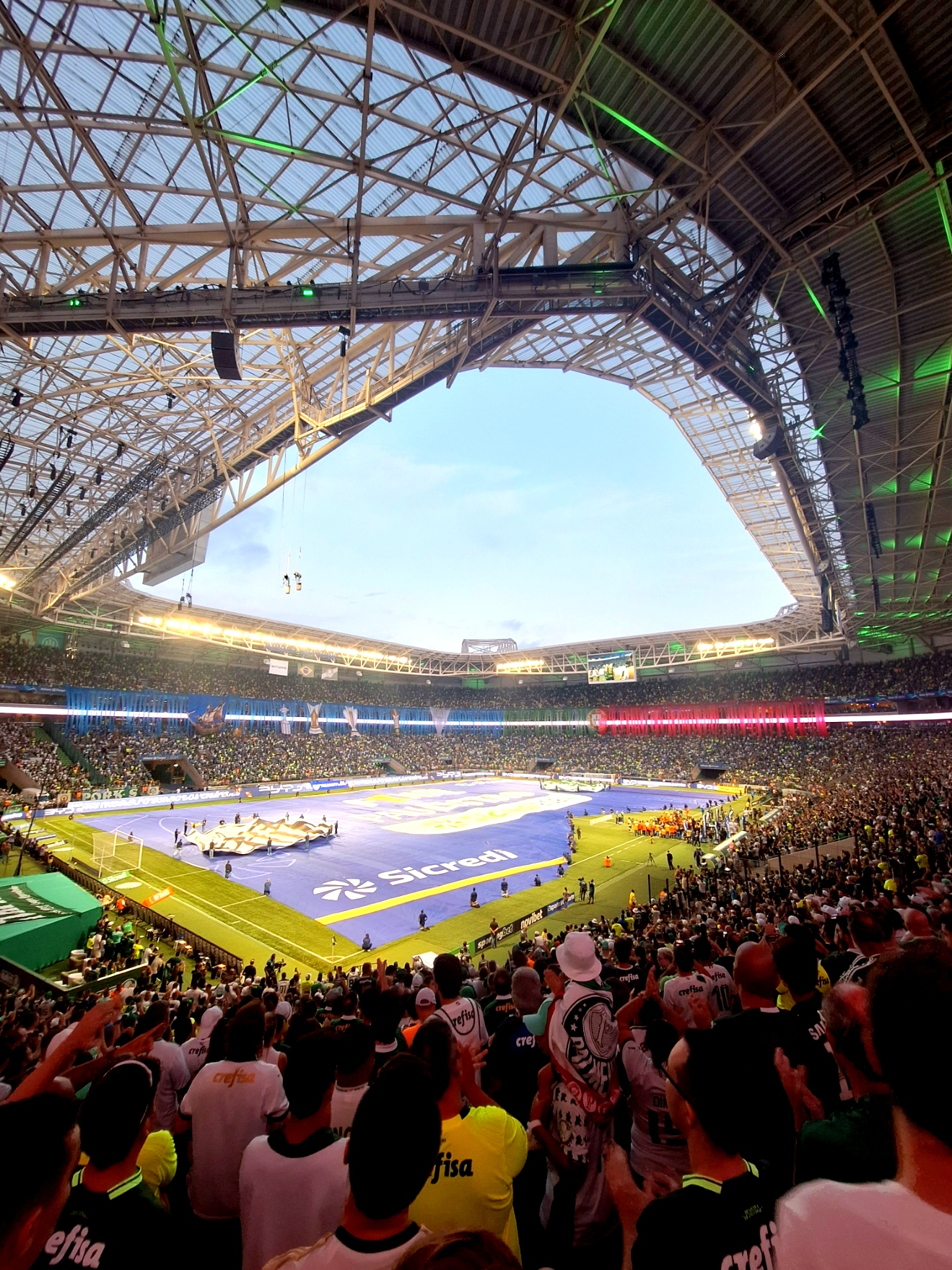
Final do Campeonato Paulista de 2024 teve o maior público do clássico no Allianz Parque

- Onde não estão relacionados os públicos presente e pagante, a referência é apenas aos pagantes, assim como os jogos com o estádio não relacionados foram disputados no Estádio do Morumbi.

1. Palmeiras 2x0 Santos, 127.723, 15 de outubro de 1979 (123.318 pagantes)
2. Palmeiras 1x1 Santos, 92.443, 6 de maio de 1973 (92.134 pagantes)[29]
3. Palmeiras 1x1 Santos, 91.697, 5 de agosto de 1984 (85.556 pagantes)
4. Palmeiras 2x2 Santos, 80.584, 21 de abril de 1983 (76.215 pagantes)
5. Palmeiras 2x0 Santos, 78.239, 27 de julho de 1975
6. Palmeiras 0x1 Santos, 75.215, 14 de abril de 1983 (72.417 pagantes)
7. Palmeiras 1x1 Santos, 73.532, 11 de dezembro de 1977 (68.327 pagantes - Pacaembu)
8. Palmeiras 2x1 Santos, 69.046, 26 de março de 1972 (68.812 pagantes - Pacaembu)
9. Palmeiras 2x1 Santos, 64.770, 27 de maio de 1979 (60.076 pagantes)
10. Palmeiras 3x2 Santos, 60.801, 29 de novembro de 1961 (Pacaembu)
11. Palmeiras 2x0 Santos, 59.836, 27 de março de 1971 (55.886 pagantes - Pacaembu)

Por décadas
- 1961/1970: 1.
- 1971/1980: 7.
- 1981/1990: 3.

Na Era Pacaembu (1940-1970)
- Relacionados apenas jogos até 1970.

1. Palmeiras 3x2 Santos, 60.801, 29 de novembro de 1961
2. Palmeiras 0x3 Santos, 55.726, 13 de março de 1963

Nos estádios de cada clube
- No Allianz Parque: Palmeiras 2x0 Santos, 41.446, 7 de abril de 2024.[24]
- No Estádio Palestra Itália: Palmeiras 1x1 Santos, 36.674, 4 de abril de 1976 (36.511 pagantes)
- No Estádio da Vila Belmiro: Santos 0x5 Palmeiras, 31.692, 15 de fevereiro de 1976

## Palcos

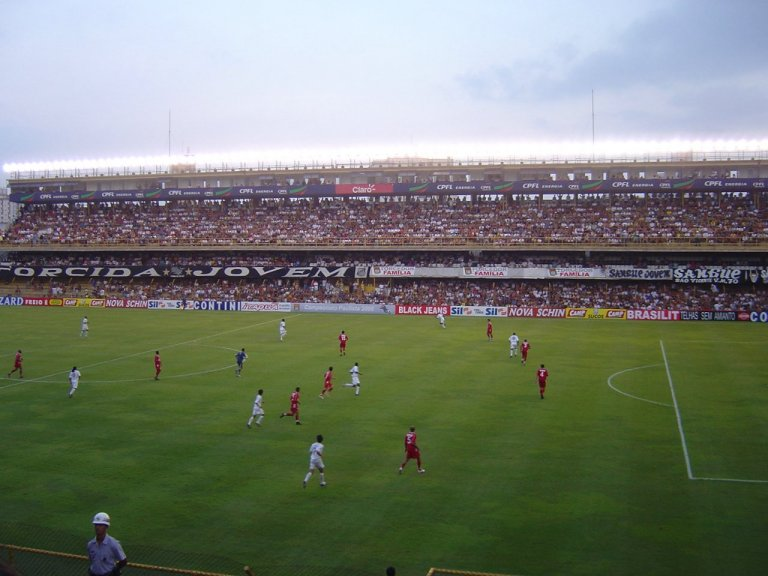
Vila Belmiro.

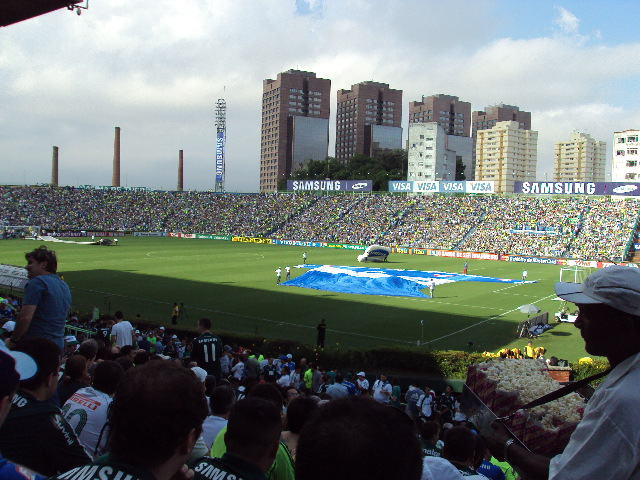
Estádio Palestra Itália em 2009

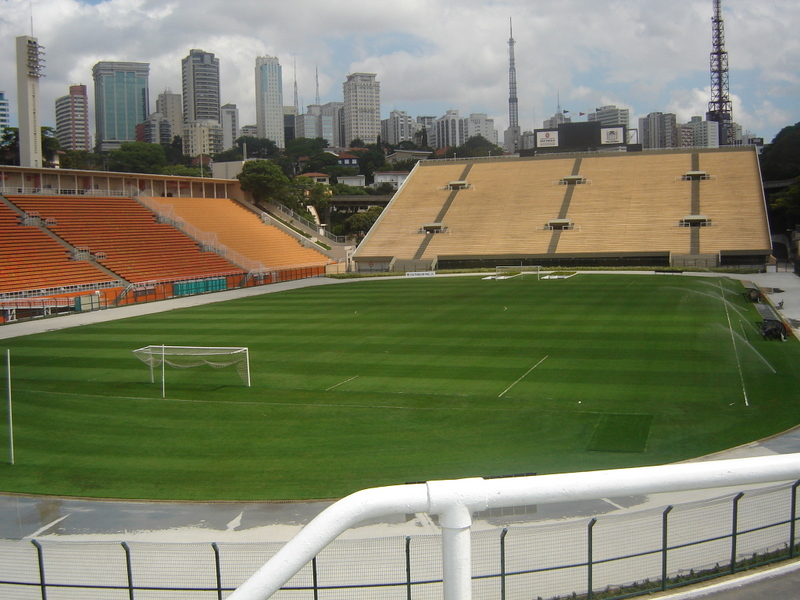
Pacaembu.

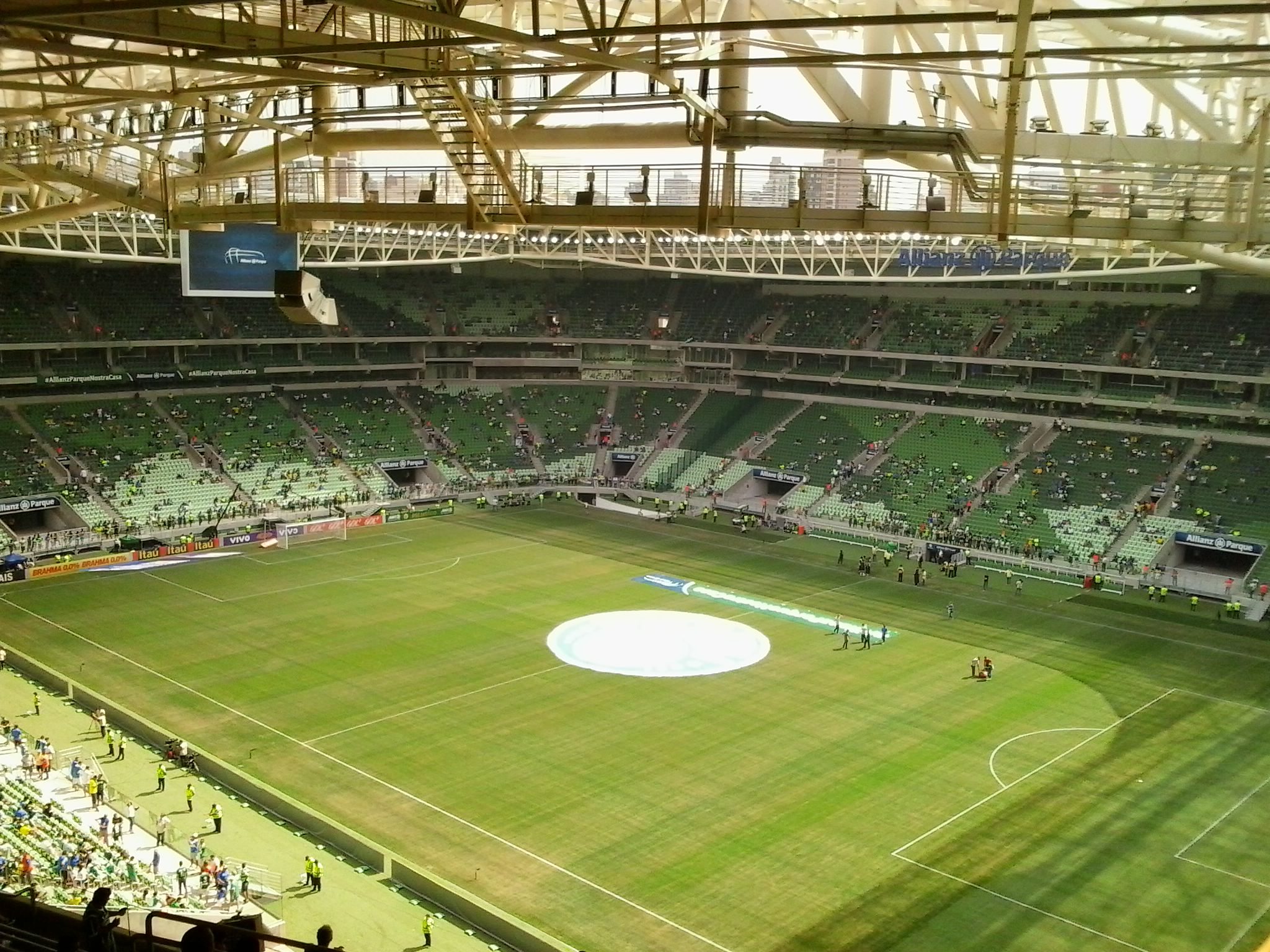
Allianz Parque

- Nos mandos de campo do Peixe, este joga em sua cidade natal, no mítico campo do Estádio Urbano Caldeira, a Vila Belmiro, a "Vila mais famosa do mundo", palco onde se realizaram mais jogos, 108 no total.[30]
- O Estádio do Pacaembu também já foi palco de inúmeros confrontos entre Palmeiras e Santos, principalmente, na época de ouro em que as duas equipes contavam com os craques Pelé e Ademir da Guia. A final do Paulista de 1959, foi disputada nele, segundo estádio mais utilizado, com 79 clássicos tendo ocorrido em seu gramado.
- Quando o mando de campo é alviverde, o clássico igualmente se realizava no Estádio Palestra Itália, também conhecido como Parque Antarctica, onde ocorreram 66 partidas, e a partir de 2014 tendo como palco o novíssimo Allianz Parque.
- Por ser um clássico com duas numerosas torcidas, as decisões e os jogos mais importantes são muitas vezes levados ao Estádio do Morumbi, onde houve 49 confrontos. A última partida decisiva entre as duas equipes no estádio do São Paulo fez parte das semifinais do Campeonato Paulista de 2000. Nesta ocasião, o Peixe levou a melhor.